# ランブリングハート
『ランブリングハート』は、2010年の日本映画。DVD化に伴い『ランブリングハート -ラヴホテルズ2-』とサブタイトルが付いている。

## ストーリー
OLの翠は恋愛に大して関心がない現実主義者であった。そんな彼女はある日、会社の先輩の克也からプロポーズされて人並みの幸せを手に入れようとしていた。しかしその矢先、彼女とは正反対で恋に奔放的な双子の妹の葵が芸能人を追いかけるために翠のマンションに押し掛けて居候を始める。

## キャスト
- 臼田あさ美：千早翠/千早葵
- 桐山漣：南真智
- 大口兼悟：有馬克也
- 斎藤洋介：千早繁
- 阿部亮平：リリー
- 山野海：マリ
- 小林大介：一堂静夫
- 芹口康孝：豚男
- 原田佳奈：司会者
- 白石まるみ：千早紀子
- ダイアモンド☆ユカイ：伊月航
- 鈴木砂羽：夏目耀子
- 大和田伸也：滋賀邦宏